# المنتدى الأدبي
المنتدى الأدبي هو منتدى فكري أدبي عروبي أسسه مجموعة من الطلبة العرب الذين كانوا يدرسون في الآستانة في العام 1909م. كانت أهداف المنتدى «توثيق عرى الإخاء بين العرب على اختلاف أجناسهم وأديانهم وعناصرهم وطوائفهم وحتى لا يذكر الواحد منهم في السياسة والوطنية غير عروبته الشريفة».

## مؤسسوه
رئيسه وأحد مؤسسيه عبد الكريم الخليل من بيروت، وشاركه في التأسيس سيف الدين الخطيب وجلال الدين البخاري من دمشق، وأحمد عزة الأعظمي من بغداد.

## من أعضائه
كان من أعضاء هذا المنتدى شكري القوتلي الرئيس الأسبق لسوريا، والشيخ نسيب البيطار (1890 - 1948) قاضي القدس الشرعي الأسبق وصاحب كتاب الفريدة في حساب الفريضة، إذ كان طالبًا في الآستانة ذلك الوقت مسجلاً في الدراسات العليا في علوم الشريعة الإسلامية متخصصًا في علم الفرائض وعارف العارف الذي درس في الأستانة، وثابت عبد النور من العراق، وأسعد داغر من لبنان، وعبد العزيز التنوخي، وعبد اللطيف الجيوسي من فلسطين، وعدد كبير من الطلبة العرب.

## تصميم علم الثورة العربية
صمم بعض الشباب المنتمين إلى المنتدى الأدبي راية تمثل القومية العربية وأصبحت علم الثورة العربية عام 1909 وهي تتألف من أربع ألوان: الأبيض والأسود والأخضر والأحمر وذلك تأثرًا ببيت صفي الدين الحلي: 
وكانت الراية تتكون من ثلاثة أجزاء؛ الثلث الأعلى أسود والثلث الأسفل أبيض والثلث الوسط أخضر ومثلثين أحمرين في كل جانب، ونقش بيت الشعر على الراية. اتخذ قرار اعتماد الراية سابقة الذكر كعلم لجمعية العربية الفتاة أثناء اجتماع في مكاتب جريدة المفيد في بيروت في آذار من العام 1914، وذلك كعلم يجمع ألوان الرايات العربية المختلفة، منها اللون الأسود للدولة العباسية والأبيض للأموية والأخضر للخلافة الراشدة.
قبل قيام الثورة العربية الكبرى وفي عام 1915 كان الشريف عبد الله بن الشريف حسين في دمشق وانضم إلى الجمعية ثم نقل العلم معه إلى الحجاز حيث اعتمد كعلم للثورة بعد إزالة أبيات الشعر وأحد المثلثين الأحمرين. وقد نشر القرار في جريدة القبلة في مكة يوم 9 شعبان 1335 هـ وصادف الذكرى الأولى لقيام الثورة.

## مواقع خارجية
- تاريخ الأعلام العربية